# El hombre del subsuelo
El hombre del subsuelo é um filme de drama argentino de  dirigido e escrito por Nicolás Sarquís.
Foi selecionado como representante da Argentina à edição do Oscar, organizada pela Academia de Artes e Ciências Cinematográficas.[carece de fontes?]
Apesar dos atores brasileiros no elenco, esse filme nunca foi exibido comercialmente no Brasil.

## Elenco
- Antonio Ber Ciani
- Jesús Berenguer
- Héctor Bidonde - Jalil
- Aldo Braga - Casanegra
- Lucrecia Capello
- Alberto de Mendoza - Diego Carmona
- Regina Duarte - Luísa dos Santos
- Ulises Dumont - Baibiene
- Adela Gleijer